# Judiciary Square (métro de Washington)
Judiciary Square est une station de la ligne rouge du métro de Washington. Elle est située en partie sous le Judiciary Square (en), 4e et D Street et 5e et F Street, dans le quadrant Northwest de Washington DC, capitale des États-Unis.

## Situation sur le réseau

Plan du métro.

Établie en souterrain, Judiciary Square est une station de passage de la ligne rouge du métro de Washington. Elle est située entre la station Gallery Place-Chinatown., en direction du terminus nord-ouest Shady Grove et la station Union Station, en direction du terminus nord-est Glenmont.
Elle dispose des deux voies de la ligne, encadrées par deux quais latéraux.

## À proximité
- Judiciary Square (en)
- National Law Enforcement Officers Memorial (en)
- National Law Enforcement Museum (en)
- National Building Museum
- Georgetown University Law Center (en)
- Cour d'appel des États-Unis pour les forces armées
- Cour d'appel des États-Unis pour les revendications des anciens combattants
- United States Tax Court